# Mikołaj Rudzki
Mikołaj Rudzki starszy (zm. 14 maja 1658) – kanclerz ziemski księstwa cieszyńskiego w latach 1653–1658, z rodu Rudzkich z Rudz, właściciel Górek Wielkich.
Został pochowany w kościele św. Marii Magdaleny w Cieszynie.